# Sternwarte Diedorf

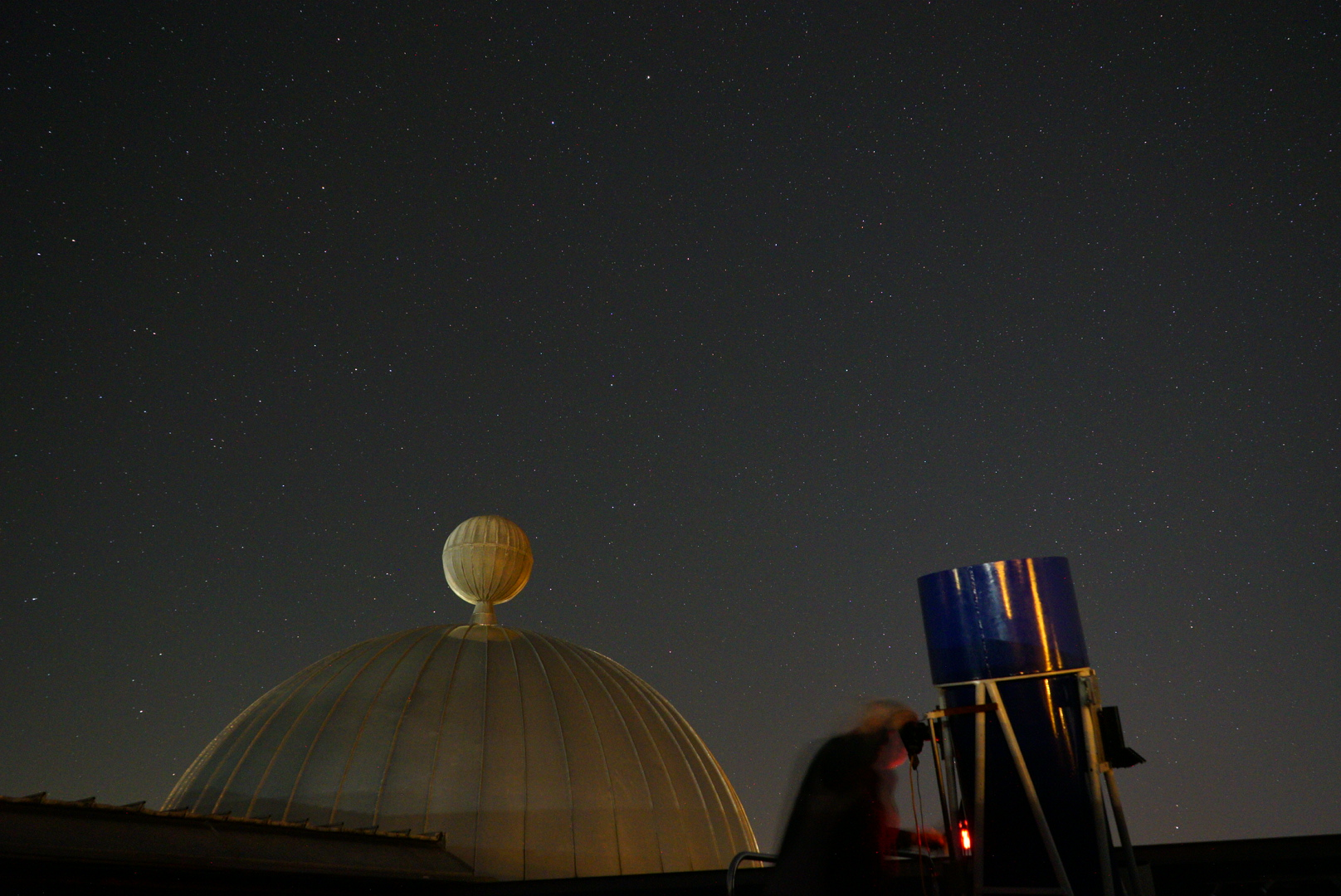
Das 45 cm Newton-Teleskop vor der Kuppel des Planetariums

Die Sternwarte Diedorf ist eine von einer amateurastronomischen Vereinigung – der Astronomischen Vereinigung Augsburg – betreute Sternwarte. Sie befindet sich auf dem Gelände der Grund- und Hauptschule der Gemeinde Diedorf, etwa zehn Kilometer westlich von Augsburg.

## Geschichte
1965 wurde die „Astronomische Vereinigung Augsburg e. V.“ von einer Gruppe von Amateurastronomen gegründet. Ziel des Vereins war, die Astronomie einer breiten Öffentlichkeit zugänglich zu machen. Die Zahl der Mitglieder stieg in den Folgejahren an und es entstand der Wunsch zum Bau einer Sternwarte, wofür anfangs allerdings die finanziellen Mittel fehlten.
Als die Gemeinde Diedorf den Neubau einer Schule plante, konnte mit der Unterstützung der Gemeinde, der Stadt Augsburg sowie Spenden aus der Bevölkerung auf dem Schulgelände eine Sternwarte errichtet werden, die 1975 eröffnet wurde. Die Teleskope der Sternwarte sind in einer 100 Quadratmeter großen Beobachtungsplattform mit Schiebedach untergebracht. Es wurde ein Planetarium eingerichtet, bei dem der Sternhimmel nicht projiziert, sondern mittels Leuchtdioden dargestellt wird. Im Planetarium kann der Sommer- oder Winternachthimmel dargestellt werden.
Die Sternwarte Diedorf bietet regelmäßig öffentliche Himmelsbeobachtungen und astronomische Vorträge an.
Die Astronomische Vereinigung Augsburg betreut die Führungen an der Sternwarte, betätigt sich auf dem Gebiet der Astrofotografie und gibt eine eigene Zeitschrift – „URANUS“ – heraus.

## Instrumente
Zur Beobachtung werden ein Newton-Teleskop mit 45 Zentimeter Spiegeldurchmesser und zwei Meter Brennweite, ein H-alpha-Protuberanzenfernrohr, ein computergesteuertes Schmidt-Cassegrain-Teleskop mit 30 Zentimeter Öffnung sowie ein Coudé-Refraktor mit 15 Zentimeter Öffnung und 2,7 Meter Brennweite genutzt.